# مامادو سيك (سياسي)
مامادو سيك هو سياسي سنغالي، ولد في 5 أغسطس 1947 في داكار في السنغال. نشط حزبياً في الحزب الديموقراطي السنغالي. وقد انتخب Finance minister of Senegal ‏ (12 مايو 2001 – 23 مايو 2001) وانتخب عضو الجمعية الوطنية في السنغال ‏.